# مسجد الجبار الكبير
مسجد الجبار الكبير، هو مسجد يقع في باندونغ، جاوة الغربية، إندونيسيا.

## التاريخ
يحمل إسم الجبار هو إسم من أسماء الله الحسنى الـ 99، ويعرف أيضاً مسجد جاوة الغربية.
بدأ بناء المسجد في 29 ديسمبر 2017، بسبب جائحة كوفيد-19، توقف البناء في عام 2020 وتم استئنافه لاحقًا بعد عام ونصف في 24 أغسطس 2021. وبعد 5 سنوات من البناء، تم افتتاح المسجد رسميًا في 30 ديسمبر 2022 من قبل المحافظ رضوان كامل.

## الوصف
يغطي المسجد مساحة إجمالية قدرها 21,799,20 مترًا مربعاً،
تتسع غرف الصلاة لـ 9,822 شخصًا في الطابق الأول، يمكن أن يستوعب في جميع أنحاء المسجد 33000 شخص.
ويحتوي المسجد على أربع مآذن يبلغ ارتفاع كل منها 99 مترًا، واحدة في كل ركن من أركانه الأربعة.
يوجد 27 مدخلًا للمسجد، تمثل 27 مدينة أو منطقة في جاوة الغربية، ويستخدم السجاد التركي المنسوج لأرضيات المسجد.
المسجد يقع في منطقة جيديباج المعرضة للفيضانات، فهو محاط بخزان كبير يمكنه امتصاص المياه أثناء الفيضانات، يحتوي المسجد على حديقة ومتحف مخصص للإسلام.